# 12-й отдельный гвардейский танковый полк прорыва
12-й отдельный гвардейский танковый Бердичевский Краснознаменный, орденов Суворова, Богдана Хмельницкого полк — воинское подразделение Вооружённых сил СССР в Великой Отечественной войне.
Сокращённое наименование — 12-й гв. оттп.

## Формирование и организация
Сформирован в октябре 1942 г. на основании Директивы Народного Комиссариата Обороны № 1104913 от 12.10.1942 г. в Московском АБТ Центре (Костерово — Ногинск) на базе 21-й тбр.
13 февраля 1944 г. Директивой ГШКА № Орг/3/305512 от 13.02.1944 г. переформирован в 12-й гв. тяжелый танковый полк.

## Подчинение
В составе действующей Армии:
- с 18.12.1942 по 18.01.1943 года.
- с 29.03.1943 по 29.07.1943 года.
- с 18.11.1943 по 06.09.1944 года.
- с 10.11.1944 по 11.05.1945 года.

| Дата            | Фронт (округ)            | Армия                 | Корпус | Дивизия | Бригада | Примечания |
| --------------- | ------------------------ | --------------------- | ------ | ------- | ------- | ---------- |
| 01.12.1942 года | Московский военный округ |                       |        |         |         |            |
| 01.01.1943 года | Северо-Западный фронт    | 11-я Армия            |        |         |         |            |
| 01.02.1943 года | РВГК                     |                       |        |         |         |            |
| 01.03.1943 года | Московский военный округ |                       |        |         |         |            |
| 01.03.1943 года | Брянский фронт           |                       |        |         |         |            |
| 01.04.1943 года | Брянский фронт           | 61-я Армия            |        |         |         |            |
| 01.05.1943 года | Брянский фронт           | 61-я Армия            |        |         |         |            |
| 01.06.1943 года | Московский военный округ |                       |        |         |         |            |
| 01.07.1943 года | Московский военный округ |                       |        |         |         |            |
| 01.08.1943 года | Московский военный округ |                       |        |         |         |            |
| 01.09.1943 года | Московский военный округ |                       |        |         |         |            |
| 01.10.1943 года | 1-й Украинский фронт     |                       |        |         |         |            |
| 01.11.1943 года | 1-й Украинский фронт     |                       |        |         |         |            |
| 01.12.1943 года | 1-й Украинский фронт     |                       |        |         |         |            |
| 01.01.1944 года | 1-й Украинский фронт     | 18-я Армия            |        |         |         |            |
| 01.02.1944 года | 1-й Украинский фронт     | 18-я Армия            |        |         |         |            |
| 01.03.1944 года | 1-й Украинский фронт     | 1-я гвардейская армия |        |         |         |            |
| 01.04.1944 года | 1-й Украинский фронт     | 1-я гвардейская армия |        |         |         |            |
| 01.05.1944 года | 1-й Украинский фронт     |                       |        |         |         |            |
| 01.06.1944 года | 1-й Украинский фронт     | 1-я гвардейская армия |        |         |         |            |
| 01.07.1944 года | 1-й Украинский фронт     | 1-я гвардейская армия |        |         |         |            |
| 01.08.1944 года | 1-й Украинский фронт     | 38-я Армия            |        |         |         |            |
| 01.09.1944 года | 1-й Украинский фронт     | 38-я Армия            |        |         |         |            |
| 01.10.1944 года | 1-й Украинский фронт     | 38-я Армия            |        |         |         |            |
| 01.11.1944 года | 1-й Украинский фронт     | 38-я Армия            |        |         |         |            |
| 01.12.1944 года | 4-й Украинский фронт     | 38-я Армия            |        |         |         |            |
| 01.01.1945 года | 4-й Украинский фронт     | 38-я Армия            |        |         |         |            |
| 01.02.1945 года | 4-й Украинский фронт     | 38-я Армия            |        |         |         |            |
| 01.03.1945 года | 4-й Украинский фронт     | 38-я Армия            |        |         |         |            |
| 01.04.1945 года | 4-й Украинский фронт     | 38-я Армия            |        |         |         |            |
| 01.05.1945 года | 4-й Украинский фронт     | 38-я Армия            |        |         |         |            |

## Боевой и численный состав полка
Сформирован по штату № 010/266.
В целях усиления мощи танковых частей с 15 января 1943 года в тяжелые танковые полки дополнительно вводились взвод автоматчиков, численностью 33 человека и 32 ППШ;
Директивой ГШКА № Орг/3/305512 от 13.02.1944 г. переведен на штат № 010/460 (танки ИС-2).
По штату полк состоял из четырех танковых рот (в каждой по 5 машин), роты автоматчиков, роты технического обеспечения, взвода управления, саперного и хозяйственного взводов и полкового медицинского пункта (ПМП).
Каждый полк должен был иметь 90 офицеров, 121 человек сержантского состава и 163 человек рядового состава. Всего — 374 человека личного состава и 21 танк ИС 2, включая танк командира, 3 английских БТР Универсал и 1 БА-64.
Численный состав:
| дата       | объединение | Личный состав | Типы танков (исправных/неисправных) | Всего | Примечание                        |
| 09.12.1942 | СЗФ         | 222           | 21 КВ                               | 21    | ЦАМО РФ. ф. 38, оп. 11373, д. 150 |
| 28.03.1943 | БрФ         | 246           | 21 КВ                               | 21    | ЦАМО РФ. ф. 38, оп. 11373, д. 150 |

## Командный состав полка
Командиры полка
Фоминых Евгений Иванович, полковник, 00.11.1942 - 00.03.1943 года
Ильюшкин Михаил Иванович, подполковник, на 07.1943 - 01.1944 - 03.1944 года
Витковский Николай Александрович, майор, на 11.02.1945 года
Начальники штаба полка
Заместитель командира полка по строевой части
Заместитель командира полка по технической части
Заместитель командира по политической части

## Награды и наименование
| Награда                               | Дата | За что получена |
| ------------------------------------- | --- | --- |
| Почётное звание«Гвардейский»          | Директивой ГШКА № Орг/3/305512 от 13.02.1944                                                                     | При формировании |
| Почетное наименование «Бердичевкий»   | Приказ Верховного Главнокомандующего 6 января 1944 года № 56 Архивная копия от 18 апреля 2021 на Wayback Machine | В ознаменование одержанной победы соединениям и частям, отличившимся в боях за освобождение города Бердичев                                                                      |
| Орден Красного Знамени                | Указ Президиума ВС СССР от 19.03.1944 года                                                                       | За образцовое выполнение заданий командования в боях за освобождение городов Староконстантинова, Изяславля, Шумска, Ямполя, Острополя и проявленные при этом доблесть и мужество |
| Орден Суворова III степени            | Указ Президиума ВС СССР от 19.02.1945 года                                                                       | За образцовое выполнение заданий командования в боях при прорыве обороны немцев и овладении городами Ясло и Горлице и проявленные при этом доблесть и мужество                   |
| Орден Богдана Хмельницкого II степени | Указ Президиума ВС СССР от 10.08.1944 года                                                                       | За образцовое выполнение заданий командования в боях с немецкими захватчиками, за овладение городом Львов и проявленные при этом доблесть и мужество                             |

## Отличившиеся воины
| Награда | Ф.И.О                       | Должность                                   | Звание                  | Дата награждения и номер документа награждении | Примечания |
| --- | --------------------------- | ------------------------------------------- | ----------------------- | --- | ---------- |
| |                             |                                             |                         | |            |
| Медаль «За боевые заслуги» · Медаль «За победу над Германией в Великой Отечественной войне 1941—1945 гг.» · Орден Отечественной войны II степени | Пигалев Анатолий Васильевич | Командир башни танка Т-42 I-й танковый роты | гвардии старший сержант | 1) Приказ подразделения №: 10/н от: 06.11.1944 Издан: 12 огтпп 1 Украинского фронта. 2) Дата документа: 09.05.1945 Автор документа: Президиум ВС СССР 3) Номер документа: 74 Дата документа: 06.04.1985 Автор документа: Министр обороны СССР |            |